# Rune Ericson
Gunnar Rune Ericson, folkbokförd Eriksson, född 29 maj 1924 i S:t Matteus församling i Stockholm, död 4 februari 2015 på resa i Thailand (skriven i Djurö, Möja och Nämdö församling), var en svensk regissör och filmfotograf. 
Rune Ericson var son till Gustaf Ivar Ericson (1896–1994), som var fotograf på Dagens Nyheter, och Gertrud Amanda Maria, ogift Gyllenstein (1897–1979). Som A-fotograf debuterade Rune Ericson vid Mästerdetektiven Blomkvist (1947) i regi av Rolf Husberg, som var den första filmatiseringen av Astrid Lindgrens böcker. Senare fotade han Oscarsnominerade Käre John (1964) i regi av Lars-Magnus Lindgren som blev svensk films största exportframgång vid denna tid. Han filmade också flertalet av Mai Zetterlings långfilmer.
Bland senare års filmproduktioner kan nämnas Rasmus på luffen (1981) i regi av Olle Hellbom och Ronja Rövardotter (1984) i regi av Tage Danielsson, båda efter manus av Astrid Lindgren.
År 1985 tilldelades han juryns specialbagge på Guldbaggegalan för sitt arbete inom filmen. År 2002 fick han ta emot en teknisk Oscar för sitt arbete med sin uppfinning super 16mm-film.
Rune Ericson gifte sig 1951 med Brita Almlid (1926–2021), som han var gift med till sin död 2015. Han avled under en semesterresa till Thailand. Makarna Ericson är begravda på Bromma kyrkogård.

## Regi i urval
- 1948 – I Sagas värld
- 1955 – Sol över Chaggaland

## Filmfoto i urval
- 1947 – Mästerdetektiven Blomkvist
- 1948 – Robinson i Roslagen
- 1950 – Södrans revy
- 1951 – Tini-Kling
- 1951 – Starkare än lagen
- 1952 – Klasskamrater
- 1953 – Folket i fält
- 1954 – Flicka utan namn
- 1954 – En natt på Glimmingehus
- 1955 – Resa i natten
- 1955 – Flickan i regnet
- 1955 – Blockerat spår
- 1955 – Finnskogens folk
- 1956 – Rätten att älska
- 1956 – 7 vackra flickor
- 1956 – Den tappre soldaten Jönsson
- 1956 – Johan på Snippen
- 1956 – Moln över Hellesta
- 1957 – Som man bäddar...
- 1963 – Kurragömma
- 1964 – Bröllopsbesvär
- 1965 – Festivitetssalongen
- 1966 – Nattlek
- 1967 – Tvärbalk
- 1968 – En dåres dagbok (kortfilm)
- 1968 – Flickorna
- 1969 – Bokhandlaren som slutade bada
- 1970 – Lyckliga skitar
- 1971 – Troll
- 1971 – Brother Carl
- 1972 – The Day the Clown Cried
- 1974 – Vita nejlikan eller Den barmhärtige sybariten
- 1975 – Lejonet och jungfrun
- 1975 – Kom till Casino
- 1977 – Bröderna Lejonhjärta
- 1978 – Man måste ju leva...
- 1978 – Kvinnoborgen
- 1980 – Från och med Herr Gunnar Papphammar
- 1981 – Rasmus på luffen
- 1984 – Ronja Rövardotter
- 1986 – Amorosa
- 1987 – Mälarpirater